# Rudolf Gomperz

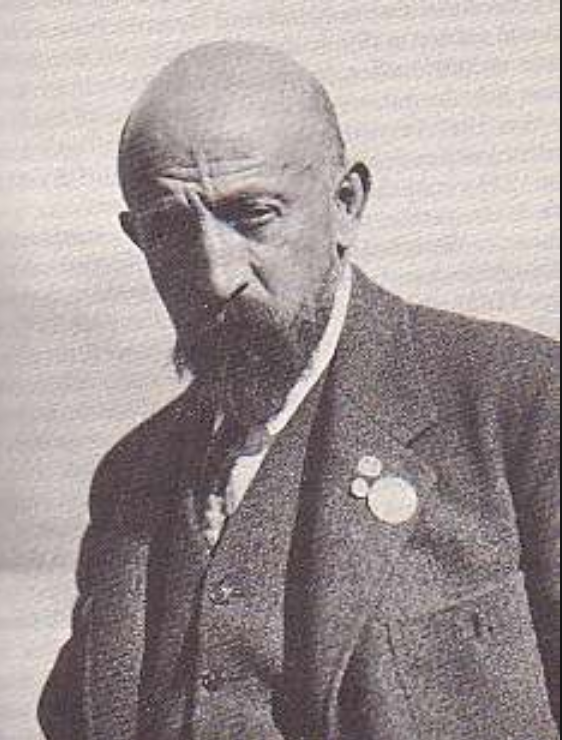
Rudolf Gomperz

Rudolf Emanuel Karl Gomperz (* 10. März 1878 in Wien, Österreich-Ungarn; † 26. Mai 1942 im KZ Maly Trostinez, Belarus) war ein Bauingenieur und Fremdenverkehrspionier aus St. Anton am Arlberg.

## Familie
Der Spross einer assimilierten jüdischen Kaufmanns- und Gelehrtenfamilie war der Sohn von Theodor Gomperz und Elise Sichrovsky (1848–1929). Gomperz trat 1899 aus der Israelitische Kultusgemeinde (IKG) Wien aus und ließ sich am 9. März 1899 evangelisch taufen.
Sein Vater war der Bruder von Josephine Gomperz, verehelichte Josephine von Wertheimstein (1820–1894), des Industriellen Max von Gomperz (1822–1913) und Julius von Gomperz (1823–1909) sowie der Sophie Gomperz, verehelichte Sophie von Todesco (1825–1895).
Gomperz heiratete am 9. November 1907 Clara Susanna Westphal aus München. Am 25. November 1911 wurde die gemeinsame Tochter Thordis Liselotte Ulla geboren. Die Ehe wurde 1925 geschieden. Bereits am 13. Juni 1925 heiratete er Maria Theresia Anna (Marianne) Stecher (* 28. April 1898) aus Bad Aibling. Aus der zweiten Ehe entstammten zwei Söhne, Hans Theodor Karl Ullrich (* 1925) und Rudolf Walter Alexander (* 1922). Hans starb mit 19 Jahren im Zweiten Weltkrieg, Rudolf nahm sich 1966 das Leben. Die Gattin von Gomperz starb 1948 in St. Anton.

## Leben
Rudolf Gomperz studierte Eisenbahnwesen an der Technischen Hochschule zu Berlin bei Adolf Goering und Wilhelm Cauer und hörte nationalökonomische Vorträge bei Gustav von Schmoller. Er war als Ingenieur am Bau der Bagdadbahn beteiligt. Aufgrund einer Malariaerkrankung ließ er sich 1905 in St. Anton nieder. Auch in Tirol widmete er sich weiterhin dem Thema des Schienen- und Bahnverkehrs, wie eine von ihm verfasste Studie zur Bahnstrecke von Landeck nach Mals (Reschenscheideckbahn) belegt.

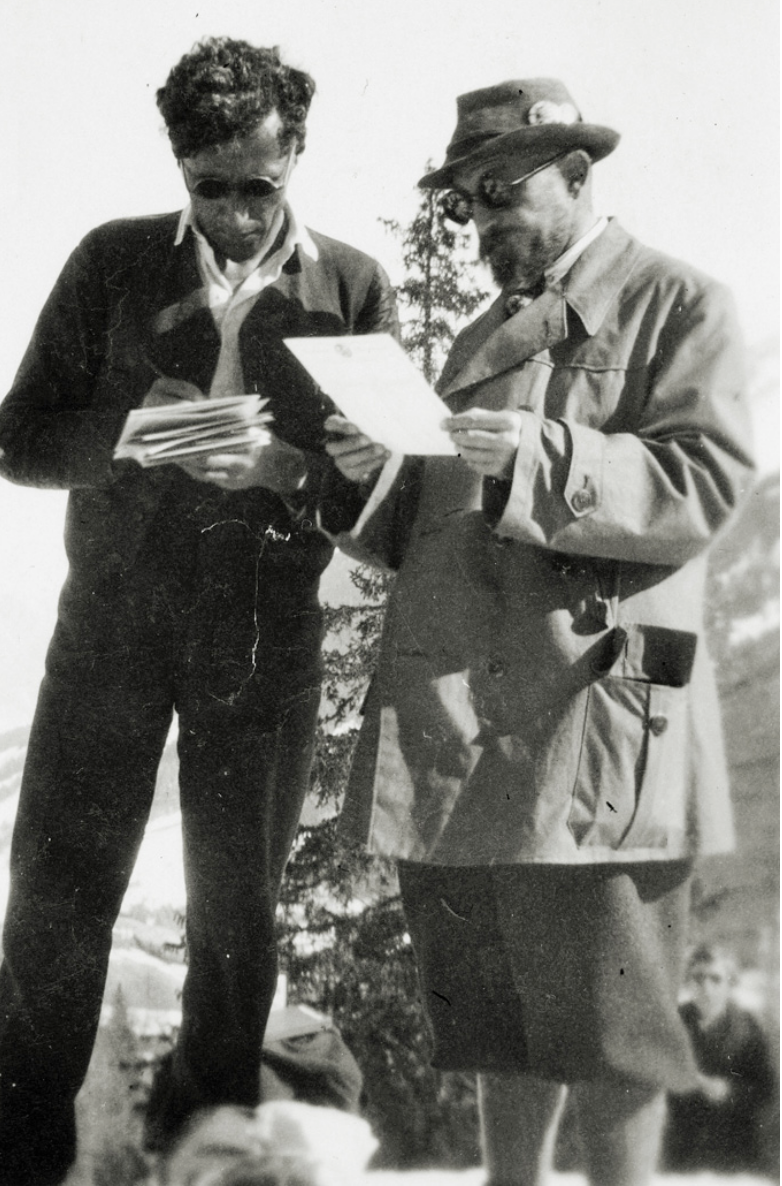
Rudolf Gomperz mit Hannes Schneider

Am Arlberg machte er sich als Pionier und Wegbereiter für den Ski-Tourismus in St. Anton verdient und hatte viele Ämter und Ehrenämter inne. So war er ab 1906 Obmann und später Ehrenobmann des Ski-Club Arlberg und ab 1910 Vorsitzender und später Ehrenmitglied des Österreichischen Skiverbandes (OeSV). Von 1915 bis 1919 leitete er die Skiwerkstatt des österreichischen und deutschen Heeres.
Bereits 1923 musste er wegen des Arierparagraphen als Schriftführer beim OeSV ausscheiden. 1924 wechselte der Ski-Club Arlberg vom OeSV zum Allgäuer Skiverband (ASV/DSV) und holte 1926 die deutsche Meisterschaft nach St. Anton.
Gemeinsam mit dem Hotelier Carl Schuler war er ein früher Förderer von Hannes Schneider. Er unterstützte als Publizist und Organisator über 30 Jahre lang Hannes Schneiders Aufstieg, mit dem er gemeinsam die Arlberg-Technik entwickelte und 1926 die Deutschen Arlberg-Kurse-Schneider (kurz DAKS-Kurse) ins Leben rief. Diese organisierten Wochen-Skikurse (mit Unterkunft und Verpflegung) bescherten St. Anton den ersten großen Touristenstrom. Für die wachsende Anzahl von Touristen erschien 1927 auch der erste – wohl von Rudolf Gomperz abgefasste – Skiführer für das Arlberggebiet und die Ferwall Gruppe, der Vorlage für viele weitere Ski-Reiseführer wurde. Im selben Jahr fand das erste Arlberg-Kandahar-Rennen in St. Anton mit Hannes Schneider statt.
Gomperz war Wegbereiter und Visionär der Galzigbahn, für die er sich ab 1931 mit großem persönlichen Engagement einsetzte. Hierfür gab er seine jahrelange Schriftführertätigkeit beim Ski-Club Arlberg sowie die Leitung des St. Antoner Fremdenverkehrsbüros auf, die er seit 1927 innegehabt hatte. Er musste jedoch schon bald einsehen, das er als Jude nach der Machtergreifung 1933 und als Fürsprecher zum Bau der Galzigbahn keinen großen Einfluss mehr nehmen konnte. Er schied noch im selben Jahr zwangsweise aus dem Deutschen Skiverband aus. Das Projekt wurde sodann von dem Staatssekretär Guido Schmidt übernommen, aufgrund dessen Kontakte der Bau der Bahn im Jahre 1937 realisiert werden konnte. 1934 schied der Ski-Club Arlberg aus dem ASV und damit auch aus dem DSV aus. Seit diesem Jahr war Gomperz auch wieder für das Verkehrsbüro St. Anton tätig.
Nach dem Anschluss Österreichs 1938 wurde Rudolf Gomperz von den Behörden in St. Anton und Landeck fortwährenden Schikanen ausgesetzt. Er war deutsch-nationaler Gesinnung und konnte sich nicht vorstellen, dass ihm das NS-Regime als getauftem Protestanten etwas anhaben könne. Sein Wegbegleiter und Freund Hannes Schneider war in Schutzhaft genommen worden und wurde genötigt, nach Amerika auszuwandern. Rudolf Gomperz hingegen blieb in St. Anton, war jedoch in der Gemeindekartei weiterhin als Jude eingetragen und erlebte aus diesem Grund fortwährende Denunziationen. Er wurde dann behördlich aufgefordert, den Judenstern zu tragen, und musste am 20. Januar 1942 St. Anton verlassen, um sich nach Wien in ein Auffanglager zu begeben. Bis zum 10. Mai lebte er in einer „Sammelwohnung“ in der Großen Mohrengasse 16 in der Leopoldstadt, von wo er am 10. Mai 1942 für zehn Tage in ein Sammellager verlegt wurde. Von dort aus wurde er am 20. Mai 1942 in die Sowjetunion ins Vernichtungslager Maly Trostinez deportiert und dort am 26. Mai 1942 erschossen.
Im Jahre 1995 wurde das Gomperz-Denkmal beim Heimatmuseum in St. Anton eingeweiht.

## Die silberne Lokomotive
1845 bekam sein Großvater Heinrich Joachim von Sichrovsky, Generalsekretär der ausschl. priv. Kaiser Ferdinands-Nordbahn (KFNB), ein silbernes Modell einer Lokomotive von seinen Mitarbeitern als Geburtstagsgeschenk. Seit 1942, als Rudolf Gomperz nach Belarus deportiert und ermordet wurde, war die silberne Lokomotive, die Rudolf Gomperz von seinem Großvater geerbt hatte, fast 74 Jahre lang verschollen. Über ihren Verbleib wurde seither in St. Anton genauso wie in Wien gerätselt. 

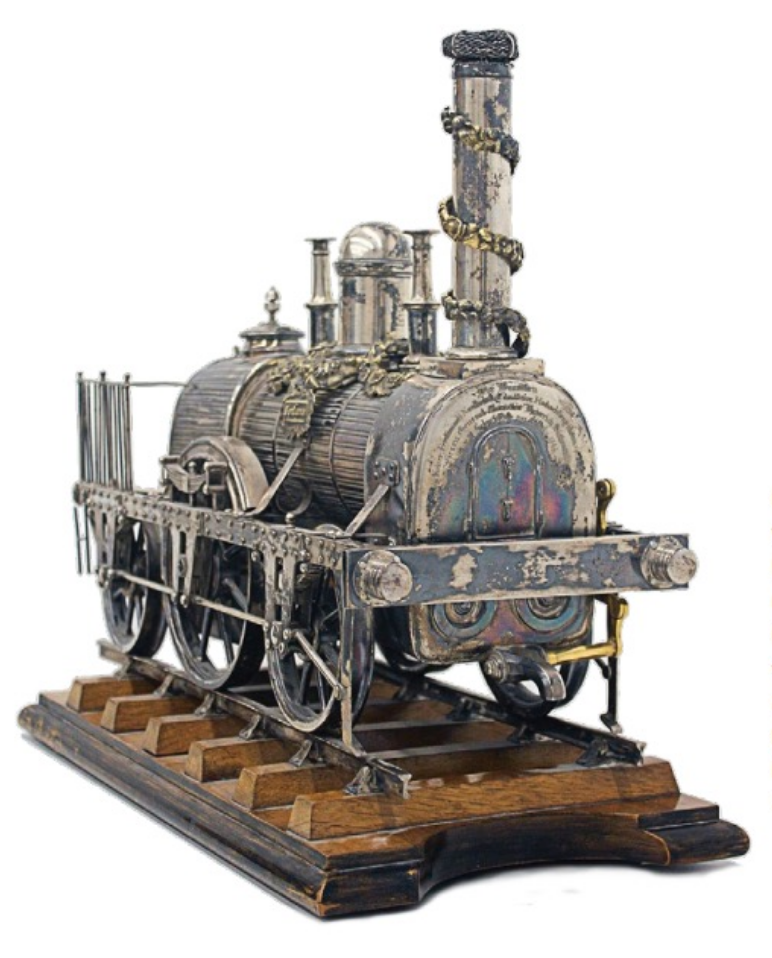
Silberne Lokomotive

Hans Thöni klärte 1976 St. Anton über die verdrängte Geschichte von Rudolf Gomperz auf und regte Felix Mitterer zu seinem Drama Kein schöner Land an. 2015 bekam Hans Thöni dieses Modell von den Nachfahren jenes Mannes ausgehändigt, dem wohl Rudolf Gomperz Ende 1941 diese silberne Lokomotive „zur Verwahrung“ übergeben haben soll. Hierzu wurde auch ein Kurzfilm von Sina Moser mit dem Titel Die silberne Lokomotive gedreht.
Die Lokomotive wurde 2016 der Israelitischen Kultusgemeinde für Tirol und Vorarlberg „zurückgegeben“, die sie dem Jüdischen Museum Hohenems als Leihgabe überlassen hat, welches die Lokomotive in der Ausstellung Übrig im Jahr 2016 in Hohenems erstmals einem größeren Publikum präsentierte. 2018/19 wurde die Lokomotive zudem in der Ausstellung Spuren: Ausstellung zur Skikultur am Arlberg im Lechmuseum im Huber-Hus gezeigt.

## Werke
- Die Bahn von Landeck nach Mals. Landeck 1912, (Digitalisat)
- Hannes Schneider, Rudolf Gomperz: Schiführer für das Arlberggebiet und die Verwallgruppe. Rother Verlag, München 1926.
- Der Arlberg – die Hochschule des alpinen Skilaufes. In: Bergland. Illustrierte Alpenländische Monatsschrift. 16. Jg., Nr. 11, Nov. 1934, S. 17.
- Hannes Schneider: Auf Schi in Japan. abgefasst von Rudolf Gomperz. 1935.